# Oberursel (Taunus)
Oberursel település Németországban, Hessen tartományban. Lakosainak száma 47 241 fő (2023. december 31.).

## Népesség
A település népességének változása:
| Lakosok száma | 42 448 | 46 069 | 46 248 | 46 660 | 47 042 | 47 241 |
|               | 2013   | 2017   | 2019   | 2021   | 2022   | 2023   |